# Ralph Wright
Ralph Waldo Wright (Grants Pass, 17 de maio de 1908 — Los Osos, 31 de dezembro de 1983) foi dos animadores da The Walt Disney Company, e escritor norte-americano. Foi o dublador de Ió (em inglês:  Eeyore) da popular franquia Winnie the Pooh.